# Finlandia w Konkursie Piosenki Eurowizji
Finlandia uczestniczy w Konkursie Piosenki Eurowizji od 1961 roku. Od czasu debiutu konkursem w kraju zajmuje się fiński nadawca publiczny Yleisradio.
Najwyższym wynikiem Finlandii w konkursie jest pierwsze miejsce zajęte w 2006 roku przez zespół Lordi z piosenką „Hard Rock Hallelujah”

## Uczestnictwo
Finlandia uczestniczy w Konkursie Piosenki Eurowizji od 1961 roku. Poniższa tabela uwzględnia nazwiska fińskich reprezentantów, tytuły konkursowych piosenek oraz ich wyniki w poszczególnych latach.
| Rok  | Artysta                       | Piosenka                     | Finał              | Finał              | Półfinał                    | Półfinał                    |
| Rok  | Artysta                       | Piosenka                     | Miejsce            | Punkty             | Miejsce                     | Punkty                      |
| ---- | ----------------------------- | ---------------------------- | ------------------ | ------------------ | --------------------------- | --------------------------- |
| 1961 | Laila Kinnunen                | „Valoa ikkunassa”            | 10                 | 6                  | brak rundy półfinałowej     | brak rundy półfinałowej     |
| 1962 | Marion Rung                   | „Tipi-tii”                   | 7                  | 4                  | brak rundy półfinałowej     | brak rundy półfinałowej     |
| 1963 | Laila Halme                   | „Muistojeni laulu”           | 13                 | 0                  | brak rundy półfinałowej     | brak rundy półfinałowej     |
| 1964 | Lasse Mårtenson               | „Laiskotellen”               | 7                  | 9                  | brak rundy półfinałowej     | brak rundy półfinałowej     |
| 1965 | Viktor Klimenko               | „Aurinko laskee länteen”     | 15                 | 0                  | brak rundy półfinałowej     | brak rundy półfinałowej     |
| 1966 | Ann Christine                 | „Playboy”                    | 10                 | 7                  | brak rundy półfinałowej     | brak rundy półfinałowej     |
| 1967 | Fredi                         | „Varjoon – suojaan”          | 12                 | 3                  | brak rundy półfinałowej     | brak rundy półfinałowej     |
| 1968 | Kristina Hautala              | „Kun kello käy”              | 16                 | 1                  | brak rundy półfinałowej     | brak rundy półfinałowej     |
| 1969 | Jarkko i Laura                | „Kuin silloin ennen”         | 12                 | 6                  | brak rundy półfinałowej     | brak rundy półfinałowej     |
| 1970 | brak reprezentanta            | brak reprezentanta           | brak reprezentanta | brak reprezentanta | brak rundy półfinałowej     | brak rundy półfinałowej     |
| 1971 | Markku Aro & Koivistolaiset   | „Tie uuteen päivään”         | 8                  | 84                 | brak rundy półfinałowej     | brak rundy półfinałowej     |
| 1972 | Päivi Paunu & Kim Floor       | „Muistathan”                 | 12                 | 78                 | brak rundy półfinałowej     | brak rundy półfinałowej     |
| 1973 | Marion Rung                   | „Tom Tom Tom”                | 6                  | 93                 | brak rundy półfinałowej     | brak rundy półfinałowej     |
| 1974 | Carita                        | „Keep Me Warm”               | 13                 | 4                  | brak rundy półfinałowej     | brak rundy półfinałowej     |
| 1975 | Pihasoittajat                 | „Old Man Fiddle”             | 7                  | 74                 | brak rundy półfinałowej     | brak rundy półfinałowej     |
| 1976 | Fredi & Ystävät               | „Pump-Pump”                  | 11                 | 44                 | brak rundy półfinałowej     | brak rundy półfinałowej     |
| 1977 | Monica Aspelund               | „Lapponia”                   | 10                 | 50                 | brak rundy półfinałowej     | brak rundy półfinałowej     |
| 1978 | Seija Simola                  | „Anna rakkaudelle tilaisuus” | 18                 | 2                  | brak rundy półfinałowej     | brak rundy półfinałowej     |
| 1979 | Katri Helena                  | „Katson sineen taivaan”      | 14                 | 38                 | brak rundy półfinałowej     | brak rundy półfinałowej     |
| 1980 | Vesa-Matti Loiri              | „Huilumies”                  | 19                 | 6                  | brak rundy półfinałowej     | brak rundy półfinałowej     |
| 1981 | Riki Sorsa                    | „Reggae OK”                  | 16                 | 27                 | brak rundy półfinałowej     | brak rundy półfinałowej     |
| 1982 | Kojo                          | „Nuku pommiin”               | 18                 | 0                  | brak rundy półfinałowej     | brak rundy półfinałowej     |
| 1983 | Ami Aspelund                  | „Fantasiaa”                  | 11                 | 41                 | brak rundy półfinałowej     | brak rundy półfinałowej     |
| 1984 | Kirka                         | „Hengaillaan”                | 9                  | 46                 | brak rundy półfinałowej     | brak rundy półfinałowej     |
| 1985 | Sonja Lumme                   | „Eläköön elämä”              | 9                  | 58                 | brak rundy półfinałowej     | brak rundy półfinałowej     |
| 1986 | Kari Kuivalainen              | „Never The End”              | 15                 | 22                 | brak rundy półfinałowej     | brak rundy półfinałowej     |
| 1987 | Vicky Rosti & Boulevard       | „Sata salamaa”               | 15                 | 32                 | brak rundy półfinałowej     | brak rundy półfinałowej     |
| 1988 | Boulevard                     | „Nauravat silmät muistetaan” | 20                 | 3                  | brak rundy półfinałowej     | brak rundy półfinałowej     |
| 1989 | Anneli Saaristo               | „La Dolce Vita”              | 7                  | 76                 | brak rundy półfinałowej     | brak rundy półfinałowej     |
| 1990 | Beat                          | „Fri?”                       | 21                 | 8                  | brak rundy półfinałowej     | brak rundy półfinałowej     |
| 1991 | Kaija Kärkinen                | „Hullu yö”                   | 20                 | 6                  | brak rundy półfinałowej     | brak rundy półfinałowej     |
| 1992 | Pave Maijanen                 | „Yamma, Yamma”               | 23                 | 4                  | brak rundy półfinałowej     | brak rundy półfinałowej     |
| 1993 | Katri Helena                  | „Tule luo”                   | 17                 | 20                 | Kvalifikacija za Millstreet | Kvalifikacija za Millstreet |
| 1994 | CatCat                        | „Bye Bye Baby”               | 22                 | 11                 | brak rundy półfinałowej     | brak rundy półfinałowej     |
| 1995 | brak reprezentanta            | brak reprezentanta           | brak reprezentanta | brak reprezentanta | brak rundy półfinałowej     | brak rundy półfinałowej     |
| 1996 | Jasmine                       | „Niin kaunis on taivas”      | 23                 | 9                  | 22                          | 38                          |
| 1997 | brak reprezentanta            | brak reprezentanta           | brak reprezentanta | brak reprezentanta | brak rundy półfinałowej     | brak rundy półfinałowej     |
| 1998 | Edea                          | „Aava”                       | 15                 | 22                 | brak rundy półfinałowej     | brak rundy półfinałowej     |
| 1999 | brak reprezentanta            | brak reprezentanta           | brak reprezentanta | brak reprezentanta | brak rundy półfinałowej     | brak rundy półfinałowej     |
| 2000 | Nina Åström                   | „A Little Bit”               | 18                 | 18                 | brak rundy półfinałowej     | brak rundy półfinałowej     |
| 2001 | brak reprezentanta            | brak reprezentanta           | brak reprezentanta | brak reprezentanta | brak rundy półfinałowej     | brak rundy półfinałowej     |
| 2002 | Laura Voutilainen             | „Addicted to You”            | 20                 | 24                 | brak rundy półfinałowej     | brak rundy półfinałowej     |
| 2003 | brak reprezentanta            | brak reprezentanta           | brak reprezentanta | brak reprezentanta | brak rundy półfinałowej     | brak rundy półfinałowej     |
| 2004 | Jari Sillanpää                | „Takes 2 to Tango”           | –                  | –                  | 14                          | 51                          |
| 2005 | Geir Rönning                  | „Why?”                       | –                  | –                  | 18                          | 50                          |
| 2006 | Lordi                         | „Hard Rock Hallelujah”       | 1                  | 292                | 1                           | 292                         |
| 2007 | Hanna Pakarinen               | „Leave Me Alone”             | 17                 | 53                 | Organizator                 | Organizator                 |
| 2008 | Teräsbetoni                   | „Missä miehet ratsastaa”     | 22                 | 35                 | 8                           | 79                          |
| 2009 | Waldo’s People                | „Lose Control”               | 25                 | 22                 | 12                          | 42                          |
| 2010 | Kuunkuiskaajat                | „Työlki ellää”               | –                  | –                  | 11                          | 49                          |
| 2011 | Paradise Oskar                | „Da Da Dam”                  | 21                 | 57                 | 3                           | 103                         |
| 2012 | Pernilla Karlsson             | „När jag blundar”            | –                  | –                  | 12                          | 41                          |
| 2013 | Krista Siegfrids              | „Marry Me”                   | 24                 | 13                 | 9                           | 64                          |
| 2014 | Softengine                    | „Something Better”           | 11                 | 72                 | 3                           | 97                          |
| 2015 | Pertti Kurikan Nimipäivät     | „Aina mun pitää”             | –                  | –                  | 16                          | 13                          |
| 2016 | Sandhja                       | „Sing It Away”               | –                  | –                  | 15                          | 51                          |
| 2017 | Norma John                    | „Blackbird”                  | –                  | –                  | 12                          | 92                          |
| 2018 | Saara Aalto                   | „Monsters”                   | 25                 | 46                 | 10                          | 108                         |
| 2019 | Darude feat. Sebastian Rejman | „Look Away”                  | –                  | –                  | 17                          | 23                          |
| 2020 | Aksel                         | „Looking Back”               | Konkurs odwołany   | Konkurs odwołany   | Konkurs odwołany            | Konkurs odwołany            |
| 2021 | Blind Channel                 | „Dark Side”                  | 6                  | 301                | 5                           | 234                         |
| 2022 | The Rasmus                    | „Jezebel”                    | 21                 | 38                 | 7                           | 162                         |
| 2023 | Käärijä                       | „Cha Cha Cha”                | 2                  | 526                | 1                           | 177                         |
| 2024 | Windows95man                  | „No Rules!”                  | 19                 | 38                 | 7                           | 59                          |
| 2025 | Erika Vikman                  | „Ich komme”                  | 11                 | 196                | 3                           | 115                         |
| 2026 |                               |                              |                    |                    |                             |                             |

Legenda:
     1. miejsce
     2. miejsce

## Historia głosowania w finale (1961–2025)
Poniższe tabele pokazują, którym krajom Finlandia przyznaje w finale najwięcej punktów oraz od których państw fińscy reprezentanci otrzymują najwyższe noty.
| Lp. | Kraj       | Punkty |
| --- | ---------- | ------ |
| 1   | Szwecja    | 352    |
| 2   | Włochy     | 197    |
| 3   | Izrael     | 184    |
| 4   | Szwajcaria | 176    |
| 5   | Francja    | 173    |

| Lp. | Kraj     | Punkty |
| --- | -------- | ------ |
| 1   | Szwecja  | 193    |
| 2   | Estonia  | 161    |
| 3   | Norwegia | 160    |
| 4   | Islandia | 127    |
| 5   | Irlandia | 111    |

## Konkursy Piosenki Eurowizji w Finlandii
Finlandia była gospodarzem Konkursu Piosenki Eurowizji w 2007 roku, który odbył się wówczas w Hartwall Arena w Helsinkach.
| Rok  | Miasto   | Miejsce        | Prowadzący                      |
| ---- | -------- | -------------- | ------------------------------- |
| 2007 | Helsinki | Hartwall Arena | Jaana Pelkonen Mikko Leppilampi |

## Nagrody im. Marcela Bezençona

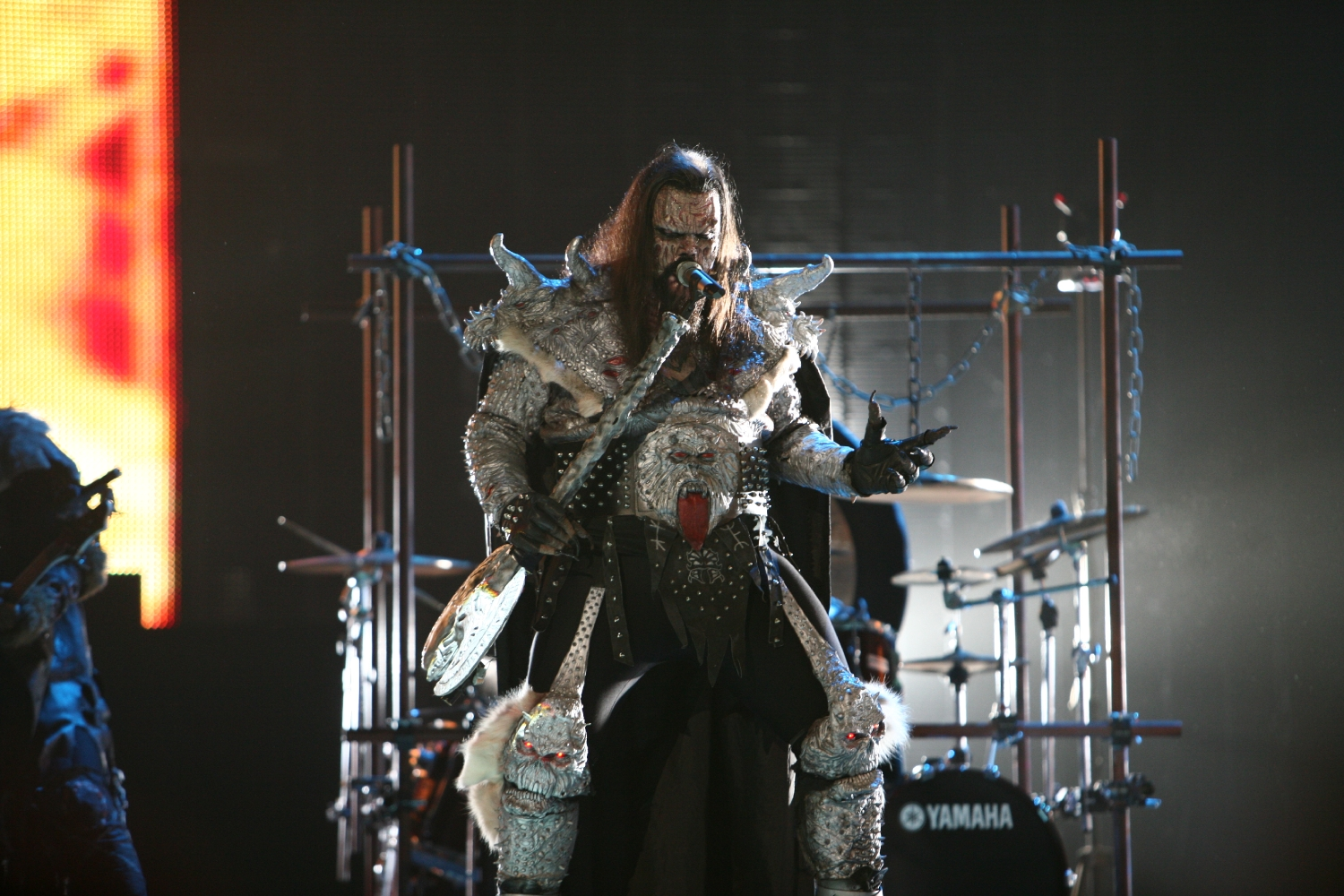
Lordi w trakcie występu podczas ceremonii otwarcia finału 52. Konkursu Piosenki Eurowizji w 2007 roku

Nagrody im. Marcela Bezençona – trofea dla najlepszych konkurencyjnych piosenek w finale, które zostały po raz pierwszy rozdane podczas 47. Konkursu Piosenki Eurowizji zorganizowanego w Tallinnie w Estonii. Pomysłodawcami nagrody byli: Christer Björkman (reprezentant Szwecji w 1992 roku, obecny Szef Delegacji Szwecji) oraz Richard Herrey (członek szwedzkiego zespołu Herreys, który wygrał Konkurs Piosenki Eurowizji 1984). Statuetka nosi nazwisko twórcy Konkursu Piosenki Eurowizji – Marcela Bezençona.
Nagrody przyznawane są w trzech kategoriach:
- Nagroda Dziennikarzy (zwycięzcę wybierają akredytowani dziennikarze)
- Nagroda Artystyczna (zwycięzcę wybierają komentatorzy konkursu)
- Nagroda Kompozytorska (zwycięzcę wybierają kompozytorzy biorący udział w konkursie)

Spis poniżej uwzględnia fińskich zdobywców Nagrody im. Marcela Bezençona:
Nagroda Dziennikarzy
| Rok  | Piosenka               | Wykonawca      | Autor(zy)      |
| ---- | ---------------------- | -------------- | -------------- |
| 2006 | „Hard Rock Hallelujah” | Lordi          | Tomi Putaansuu |
| 2011 | „Da Da Dam”            | Paradise Oskar | Axel Ehnström  |

Nagroda Fanów
| Rok  | Piosenka          | Wykonawca         | Autor(zy)                                   |
| ---- | ----------------- | ----------------- | ------------------------------------------- |
| 2002 | „Addicted to You” | Laura Voutilainen | Maki Kolehmainen Janina Frostell Tracy Lipp |